# جانی میشل
جنی میشل (انگلیسی: Janee Michelle؛ زادهٔ ۱۹۴۶ (۷۸–۷۹ سال)) که با نام گی تاکر نیز شناخته می‌شود، یک بازیگر، مدل، رقصنده و تاجر آمریکایی است که بیشتر برای نقش‌آفرینی‌اش در فیلم ترسناک خانه‌ای بر کوه جمجمه (۱۹۷۴) شناخته می‌شود. حرفهٔ بازیگری و مدلینگ او شامل حضور در رسانه‌های مختلف از جمله فیلم‌ها، برنامه‌های تلویزیونی، تبلیغات، تولیدات تئاتری و آگهی‌های چاپی بوده است. مرکادل اولین حضور سینمایی خود را در فیلم کوتاه افسانه جیمی بلواِیز (۱۹۶۴) انجام داد.
او نام هنری جنی میشل را انتخاب کرد زیرا مدیر برنامه‌هایش و استودیو معتقد بودند که نام اصلی‌اش چندان مورد استقبال قرار نخواهد گرفت. بازی میشل در مجموعه تلویزیونی رانده‌شدگان در سال ۱۹۶۸ مورد تحسین منتقدان قرار گرفت و این موفقیت منجر به دریافت پیشنهادهای متعدد برای نقش‌های سینمایی شد. او در یک قسمت از The Governor & J.J. (۱۹۶۹) و فیلم Soul Soldier (۱۹۷۰) در کنار همسر وقتش رابرت دوکوی بازی کرد.
در سال ۱۹۷۷، او به‌عنوان ملکهٔ ماردی گرا نیواورلئان در کارناوال زولو انتخاب شد. او نخستین ملکهٔ زولو بود که دو لباس مختلف بر تن داشت، هر دو لباس توسط باب مکی، که پیش‌تر برای شر طراحی کرده بود، دوخته شده بودند. میشل در سال ۱۹۷۸ از دوکوی جدا شد و در سال بعد با سیاستمدار نیواورلئانی، رابرت اچ. تاکر جونیور ازدواج کرد. او پس از ازدواج نام خود را به گی تاکر تغییر داد و وارد دنیای کسب‌وکار شد.
در سال ۱۹۸۰، این زوج شرکت مشاوره مدیریت «تاکر و همکاران» را تأسیس کردند که در سال ۱۹۹۰ موفق به دریافت قراردادی به ارزش ۲۶ میلیون دلار آمریکا با ذخایر استراتژیک نفت ایالات متحده آمریکا شد. این قرارداد، بزرگ‌ترین قراردادی بود که تاکنون توسط یک شرکت متعلق به اقلیت‌ها در لوئیزیانا دریافت شده بود. در حین کار بر روی این قرارداد، میشل و تاکر شرکت دوم خود را با نام «پشتیبانی لجستیکی یکپارچه» راه‌اندازی کردند.
پس از طلاق، میشل مالکیت «تاکر و همکاران» را حفظ کرد، در حالی که تاکر مالکیت «پشتیبانی لجستیکی یکپارچه» را بر عهده گرفت. پس از بازنشستگی تاکر در سال ۲۰۰۸، دخترشان، آیام تاکر، ریاست «پشتیبانی لجستیکی یکپارچه» را بر عهده گرفت. پس از توفند کاترینا، میشل یک فروشگاه بستنی با نام «سوفی جلاتو» در خیابان مگزین نیواورلئان خریداری کرد، جایی که او جلاتو را به‌صورت خانگی تولید می‌کند.

## زندگی
جنی میشل با نام اصلی ژنووا لئونا مرکادل در نیواورلئان متولد شد. پدربزرگ پدری او یک کفاش بود که از شامپانی به نیویورک مهاجرت کرد و سپس برای یافتن آب‌وهوای گرم‌تر به نیواورلئان نقل مکان کرد.
خانواده او بزرگ بود و برای سال‌ها در بخش هفتم نیواورلئان زندگی می‌کردند. او با سیدنی بارتلمی، شهردار پیشین نیواورلئان، نسبت خانوادگی دارد.
خانواده مرکادل به‌طور سنتی در صنعت ساخت‌وساز فعالیت داشتند و برخی از پسرعموهای میشل این سنت را ادامه دادند. نام خانوادگی مادر او «متیو» بود و پیشینه خانوادگی او شامل افرادی از آفریقا، فرانسه، آلمان، ایتالیا و همچنین قوم چاکتا بود. او در یک خانواده مذهبی بزرگ شد که در آن پدرش، والتر اف. مرکادل، یک آرایشگر و مادرش یک آرایشگر زنانه بود. او سه خواهر و برادر داشت: یک برادر بزرگ‌تر به نام والبرت و دو خواهر کوچک‌تر به نام‌های زرنل و زونا.
در سن ۱۳ سالگی، میشل یک نمایش رقص را در YWCA نیواورلئان طراحی، تولید و کارگردانی کرد. او در سال ۱۹۶۰ عنوان «دوشیزه نیواورلئان» را دریافت کرد. او در دبیرستان «ریورز فردریک» تحصیل کرد، جایی که مدیر مدرسه، لیا مک‌کنا، او را به دنبال کردن حرفه‌ای در دنیای سرگرمی تشویق کرد. در دوران دبیرستان، میشل ۱۵ گواهی و مدال در زمینه مهارت‌های زبانی کسب کرد.
او دبیرستان را در نیواورلئان آغاز کرد اما پس از آن به دبیرستان هنرهای دستی در لس آنجلس، کالیفرنیا، منتقل شد، زیرا خانواده‌اش به دلیل بیماری مادرش، که به رطوبت بالای نیواورلئان حساس بود، به آنجا نقل مکان کردند.
در آن زمان، پدرش بیکار بود و همسر برادرش باردار بود، بنابراین او برای تأمین هزینه‌های خانواده به عنوان یک آشپز کار می‌کرد. او از دبیرستان هنرهای دستی فارغ‌التحصیل شد و در میان ۵۰۰ دانش‌آموز، رتبه ۲۵ را از نظر علمی کسب کرد. سپس در دانشکده شهر لس آنجلس و دانشگاه وودبری تحصیل کرد و در مطالعات انگلیسی بهترین نمرات را به دست آورد. او همچنین دوره‌های بازیگری را در استودیوی بازیگران غرب و کارگاه فیلم کلمبیا گذراند.

## حرفه

### سرگرمی

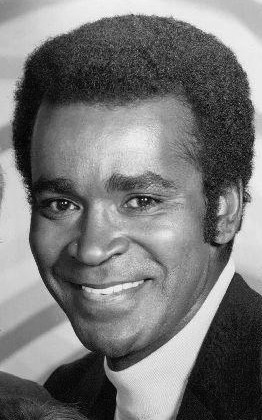
جانی میشل در یکی از قسمت‌های عشق، سبک آمریکایی در کنار گرگ موریس (در تصویر) که برای نقش خود در مجموعه تلویزیونی مأموریت: غیرممکن شناخته می‌شود، ظاهر شد.

حرفه بازیگری، مدلینگ و رقص جانی میشل شامل حضور در رسانه‌های مختلف از جمله فیلم‌ها، برنامه‌های تلویزیونی، تبلیغات، نمایش‌های تئاتری و تبلیغات چاپی بوده است. او در دوران دبیرستان به عنوان رقصنده در دره لاس وگاس کار می‌کرد. او رقص باله و سبک‌های رقص کوبایی را آموخته و در هالیوود پالادیوم و تروپیکانا لاس وگاس اجرا داشته است. به عنوان بازیگر صحنه، در نمایش‌هایی از جمله MacBird!، مرگ پدر با بوسه و آغوش، سوار بر اسب وحشی، تک‌گویی‌های واژن و در یک چشم برهم زدن حضور داشته است.
یکی از اولین تبلیغات تلویزیونی او برای محصولات موی اولترا شین بود. در سال ۱۹۶۴، میشل که هنوز با نام اصلی خود، ژنوآ مرکادل، شناخته می‌شد، اولین نقش سینمایی خود را در فیلم کوتاه افسانه جیمی بلواِیز دریافت کرد. این فیلم نامزد دریافت جایزه اسکار شد، اما قرارداد او اجازه دریافت حق امتیاز را برای پخش تلویزیونی نمی‌داد. به توصیه مدیر برنامه‌هایش و استودیوی فیلم، نام هنری جانی میشل را برای خود برگزید.
او نام جانی (با تلفظ ژا-نی و گاهی به صورت Janée نوشته می‌شد) را انتخاب کرد تا دو هجا از نام اصلی خود را حفظ کند. نام خانوادگی میشل را نیز به این دلیل برگزید که «فکر می‌کرد داشتن نامی با دو نام کوچک منحصربه‌فرد خواهد بود». زمانی که متوجه شد برخی در تلفظ نام جانی مشکل دارند، قصد تغییر آن را داشت اما به این دلیل که این دشواری باعث ماندگاری نامش در ذهن مردم می‌شد، از این کار صرف‌نظر کرد.
در سال ۱۹۶۷، مقاله‌ای در دفاع‌کننده شیکاگو پیش‌بینی کرد که میشل در سینمای آمریکا موفق خواهد شد. همچنین در همان سال، او همراه با رانی اکستاین روی جلد مجله جت ظاهر شد که به دلیل نقش مشترکشان در اولین فیلم اکستاین، عشق‌بازان بود. این نقش برجسته‌ترین حضور سینمایی او تا آن زمان بود. یک منتقد از ورایتی نوشت که میشل به‌خوبی در این نقش انتخاب شده بود.
بازیگری میشل در مجموعه تلویزیونی رانده‌شدگان مورد تحسین قرار گرفت و پیشنهادها سینمایی زیادی را برای او به ارمغان آورد. همچنین باعث شد که در قسمت دیگری از عشق، سبک آمریکایی در کنار گرگ موریس، که به خاطر بازی در مأموریت: غیرممکن شناخته می‌شد، ظاهر شود.
میشل در سال ۱۹۶۹ در یک قسمت از فرماندار و جِی.جِی. همراه با همسرش رابرت دوکوی بازی کرد. سال بعد، این دو در فیلم سرباز روح بار دیگر همبازی شدند. در این فیلم، میشل به عنوان بازیگر اصلی ظاهر شد و با دوکوی صحنه‌هایی شامل برهنگی در فیلم و آمیزش جنسی در فیلم داشت.
در سال ۱۹۷۳، میشل همراه با جودی پیس و لیلیان لِهمان سازمان غیرانتفاعی کوانزا را در هالیوود، لس آنجلس تأسیس کرد. این سازمان که ابتدا برای ارائه غذا به نیازمندان در کریسمس فعالیت داشت، تا سال ۱۹۷۶ به یک خیریه سالانه تبدیل شد.
میشل بیشتر برای بازی در فیلم ترسناک خانه‌ای در کوه جمجمه در سال ۱۹۷۴ شناخته می‌شود. او در این فیلم نقش لورنا کریستوف را ایفا کرد که به خانه یک خویشاوند درگذشته خود که ملکه وودوو بوده، دعوت شده است. در سال ۲۰۱۴، او در یک تبلیغ تلویزیونی بیمه سلامت برای انجمن بازنشستگان آمریکا ظاهر شد.

## یادداشت
1. ↑  تاریخ دقیق تولد میشل مشخص نیست،[۳] اما بین آوریل و ژوئن ۱۹۴۶ به دنیا آمده است.[۱][۲]
2. ↑  the exact date of michelle's birth is unknown,[۶] but she was born between april and june of 1946.[۴][۵]